# Fernando Alfonso de Valencia
Fernando Alfonso de Valencia (1316 - Sitio de Lisboa, 1384) conocido también como Fernando Alfonso de Zamora, fue un noble leonés de la Casa de Valencia. Y era hijo de Alfonso de Valencia, señor de Valencia de Campos y de Mansilla, y de Juana Fernández de Castro.
Según Jaime de Salazar y Acha, mucho de lo escrito sobre este noble por Florián de Ocampo es falso, como por ejemplo su nacimiento póstumo, su matrimonio con una hija ilegítima del rey Alfonso IV de Portugal, los señoríos que le fueron concedidos en dicho reino, lo relativo a su nombramiento como maestre de la Orden de Santiago o su supuesta muerte en el asedio de Lisboa, a pesar de que algunos de estos hechos son mencionados por autores fidedignos y prestigiosos, como Luis de Salazar y Castro. Pero Salazar y Acha insiste en afirmar que, de ser cierto su parentesco con la familia real castellana, sería por vía ilegítima, y su principal argumento para sostenerlo es que los señoríos de Alfonso de Valencia no fueron heredados por Fernando Alfonso, que era su hijo «supuestamente legítimo», pero no hay documentos coetáneos que avalen la tesis de que los heredara ni tampoco de que el rey Alfonso XI de Castilla se los arrebatara, como se afirmó en el pasado.
No obstante lo anterior, según otros testimonios en 1384, durante el sitio de Lisboa, fue nombrado maestre de la Orden de Santiago, aunque falleció poco después, y fue además señor, entre otras, de las villas de Valencia de Campos, Oropesa, Mansilla, Baena, Ponferrada, Villafranca del Bierzo, Bembibre, Castroverde, Valderas, Dueñas, Luque, Castroponce, Villalón, Villalpando y Cuenca de Campos. Y en el reino de Portugal llegó a poseer, entre otros, los señoríos de la Torre de Moncorvo, Alfândega da Fé y São João da Pesqueira.
Y del mismo modo, según algunos autores fue bisnieto de los reyes Alfonso X y Sancho IV de Castilla.

## Orígenes familiares
Fue hijo de Alfonso de Valencia, señor de Valencia de Campos y Mansilla, y de Juana Fernández de Castro. Y por parte paterna era nieto del infante Juan de Castilla el de Tarifa, hijo del rey Alfonso X de Castilla, y de su esposa, Margarita de Montferrato, que era hija a su vez de Guillermo VII de Montferrato, marqués de Montferrato. Y por parte materna era nieto de Fernando Rodríguez de Castro, señor de Lemos y Sarria, y de Violante Sánchez de Castilla, hija ilegítima de Sancho IV de Castilla.
Además, fue hermano gemelo de Alfonso Fernández de Valencia, que llegó a ser obispo de Zamora entre 1355 y 1363, durante el reinado de Pedro I de Castilla y los pontificados de Inocencio VI y Urbano V.

## Biografía

### Juventud (1316-1366)

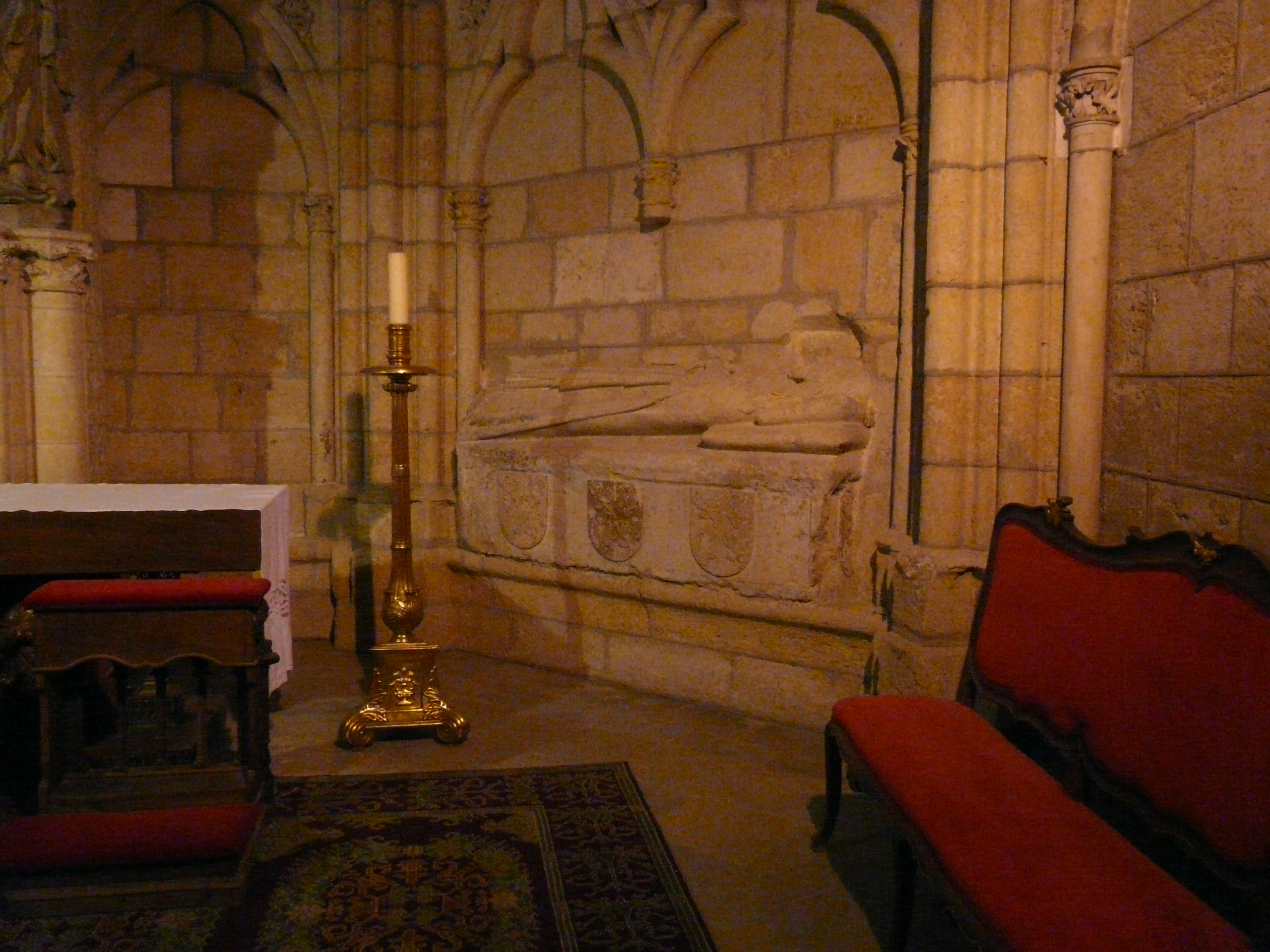
Sepulcro de Alfonso de Valencia, padre de Fernando Alfonso de Valencia. (Catedral de León).

Nació en 1316, diez días después de la muerte de su padre y siendo hijo póstumo al igual que su hermano gemelo, Alfonso Fernández de Valencia, según consta en la Coronica general de España, escrita por Florián de Ocampo, aunque Jaime de Salazar y Acha advirtió en 2021 que ello es «poco creíble», ya que Ocampo descendía de Fernando Alfonso y le convenía que su antepasado hubiera sido hijo legítimo.
Alfonso de Valencia, además de ser señor de Valencia de Campos y Mansilla, llegó a ser mayordomo mayor del rey Alfonso XI de Castilla y pertiguero mayor de Santiago. A la muerte de su padre, Fernando Alfonso heredó numerosos señoríos y propiedades repartidas por todo el reino de Castilla, y llegó a poseer, entre otros, los señoríos de Valencia de Campos, Oropesa, Mansilla, Baena, Ponferrada, Villafranca de Valcárcel, Bembibre, Castroverde, Valderas, Dueñas, Castroponce, Villalón, Villalpando, Cuenca de Campos, y Luque. Y tras la muerte de su padre, Fernando Alfonso y su hermano menor quedaron bajo la tutela de su tío paterno, Juan el Tuerto, que era hermanastro de su padre y también señor de Vizcaya y alférez del rey. Y conviene señalar que Juan el Tuerto también llegó a ser uno de los tres tutores de Alfonso XI de Castilla, durante la última etapa de su minoría de edad, junto con el infante Felipe de Castilla, que era hijo de Sancho IV, y Don Juan Manuel, que era nieto de Fernando III de Castilla.
A finales de 1326, cuando Fernando Alfonso tenía diez años, y un año después de que Alfonso XI alcanzase la mayoría de edad, este último ordenó asesinar a Juan el Tuerto en la ciudad de Toro, y poco después ordenó que fueran confiscadas las propiedades de Fernando Alfonso de Valencia y las de su hermano gemelo. Sin embargo, dicha confiscación no es mencionada en la Gran Crónica de Alfonso XI, aunque en ella sí consta que el señorío de Vizcaya y más de ochenta villas y castillos que pertenecían a Juan el Tuerto pasaron a manos del rey, quien añadió a sus títulos el de señor de Vizcaya.

### La Guerra Civil Castellana (1316-1369)

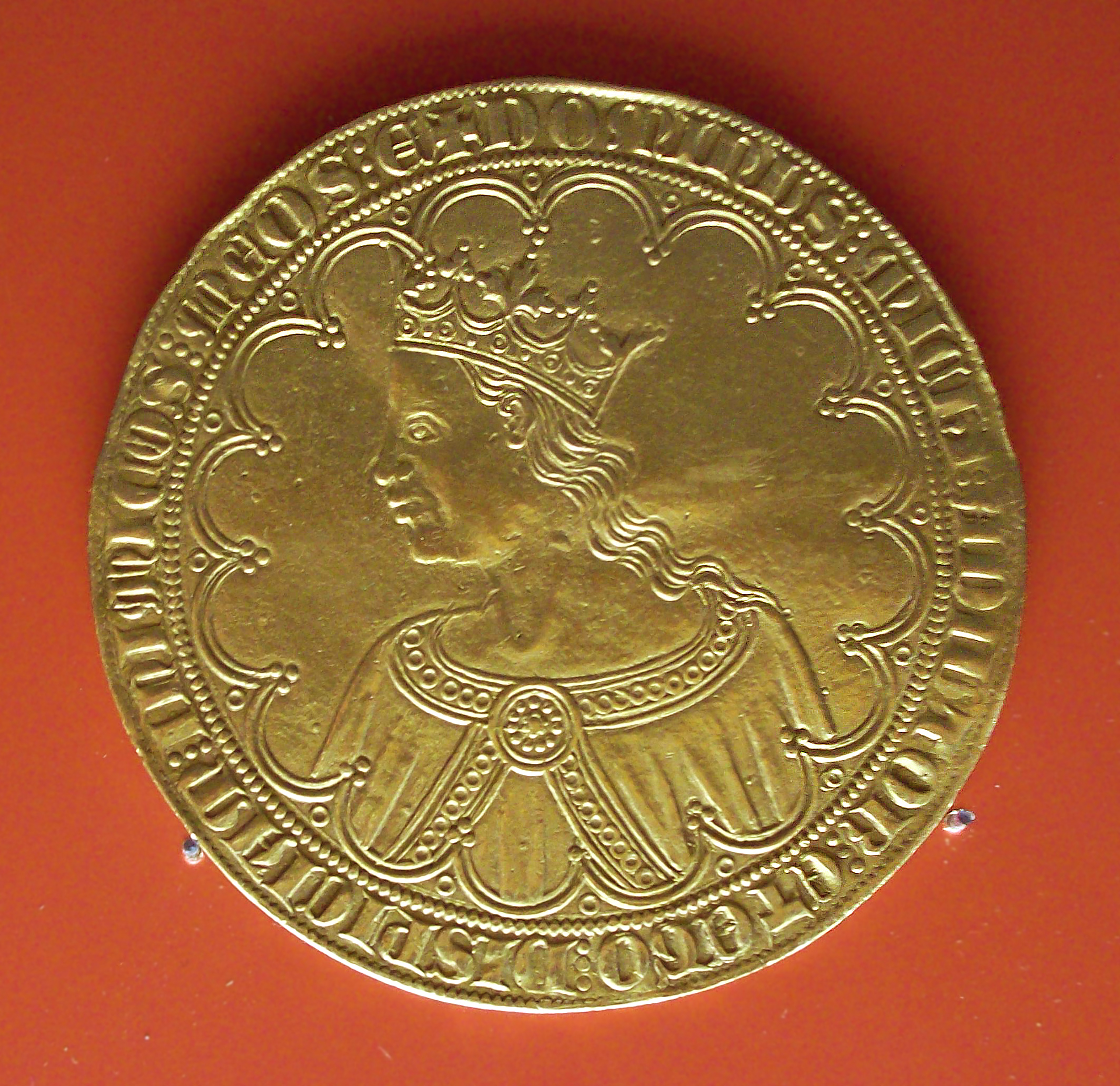
Gran dobla o dobla de a diez de Pedro I de Castilla, acuñada en Sevilla en 1360. (M.A.N., Madrid).

En 1366, durante la Guerra Civil Castellana, la ciudad de Zamora decidió abandonar la causa del rey Pedro I de Castilla y someterse a la autoridad de Enrique de Trastámara, que era hijo ilegítimo de Alfonso XI y de su amante Leonor de Guzmán. Y según consta en la Crónica del rey don Pedro, los zamoranos se sublevaron contra Pedro I siendo capitaneados por Fernando Alfonso de Valencia, que por ser «uno de los mayores é mejores de la cibdad de Zamora», fue designado para viajar a Burgos, donde se encontraba Enrique de Trastámara, y negociar la sumisión de la ciudad.
Sin embargo, Enrique de Trastámara ofendió al emisario zamorano y no le recibió, y al persistir Fernando Alfonso en su deseo de que le recibiera, fue maltratado y golpeado por los porteros y regresó profundamente enojado a la ciudad de Zamora. Y a principios de 1367, como señaló Julio Valdeón Baruque, Fernando Alfonso «se pronunció» públicamente a favor de Pedro I en Zamora. Y esta ciudad, por el desaire que había sufrido su emisario, volvió a someterse a la autoridad de Pedro I y se convirtió en uno de sus más firmes bastiones durante el resto de la Guerra Civil. Y todo ello fue relatado, como señaló la historiadora María Concepción Castrillo LLamas, en el capítulo XXII de la Crónica del rey don Pedro:

Asi acaesció estonce en Burgos, que un Caballero que decian Ferrand Alfonso de Zamora era uno de los mayores é mejores de la cibdad de Zamora: é llegando á la cámara del Rey Don Enrique rescivió baldon de algunos Porteros, que le derribaron é le firieron sobre entrar en la cámara del Rey, por lo qual fué muy mal contento, por quanto algunos Caballeros tomaron la parte de los Porteros, é el Rey non ge lo extrañara. E el dicho Ferrand Alfonso partió luego de Burgos, é fuese: e désque llegó en Zamora tomó la voz é parte del Rey Don Pedro, é fizo desde la cibdad de Zamora mucha guerra estonce é después, segund adelante contarémos. E el Rey Don Enrique envió luego á la cibdad de Zamora á Gómez Carrillo, su Camarero mayor, é al Prior de Sant Juan con compañas; pero non pudieron y facer obra ninguna, é tornáronse á Burgos al Rey Don Enrique.

                              
Fernando Alfonso de Valencia, que era primo segundo del rey Pedro I al igual que Fernán Ruiz de Castro por ser todos ellos bisnietos del rey Sancho IV de Castilla, se mantuvo leal a dicho monarca durante el resto de la Guerra Civil. Y el rey Pedro I, como recompensa por su fidelidad, le devolvió todas las posesiones que su padre, Alfonso XI, le había arrebatado en el pasado. Además, hay constancia de que en 1368 Fernando Alfonso era tenente de la ciudad de Zamora, y aproximadamente en ese año se reunió en Alcántara con Pedro I y sus aliados con el propósito de acudir en ayuda de la ciudad de Toledo, que estaba siendo asediada por Enrique de Trastámara. Pero en 1369 se recrudeció la Guerra Civil Castellana y Fernando Alfonso de Valencia y Men Rodríguez de Sanabria, junto con cuatrocientos hombres de armas zamoranos, acudieron a socorrer al rey Pedro I.

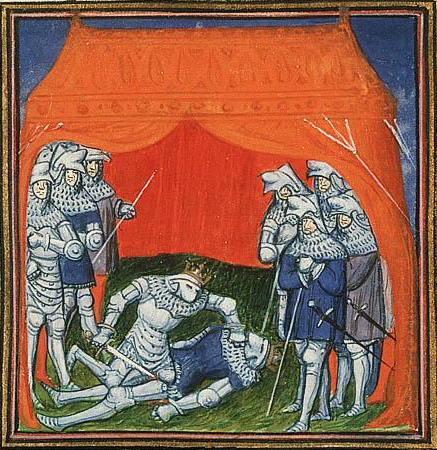
Miniatura medieval que representa el asesinato de Pedro I de Castilla a manos de su hermanastro, Enrique de Trastámara.

El historiador portugués Fernão Lopes señaló en el capítulo XX de la Chronica de el-rei D. Fernando que Fernando Alfonso de Valencia estuvo en Montiel junto con Fernán Ruiz de Castro, conde de Trastámara, Lemos y Sarria y pertiguero mayor de Santiago, Men Rodríguez de Sanabria, las milicias concejiles de Sevilla y de otras ciudades, y 1.500 jinetes enviados por el rey Muhammed V de Granada, lo que también fue consignado por Pedro López de Ayala en la Crónica del rey don Pedro:

E partió el Rey Don Enrique de Orgaz, é luego sopo como el Rey Don Pedro pasára por el campo de Calatrava, é que era cerca de un logar é castillo de la Orden de Santiago que dicen Montiel, é que la Compaña que con él viniera era esta: Don Ferrando de Castro, é los Concejos de Sevilla, é de Carmona, é de Ecija, é Xeréz: é Ferrand Alfonso de Zamora é los suyos, é otrosí Caballeros é Escuderos, é otros que estaban por su partida en Mayorga, que podían ser todos Castellanos é Ginetes tres mil lanzas: é Caballeros Moros, que el Rey de Granada le envió en su ayuda con un Caballero de Granada que venia con ellos por Mayor, eran mil é quinientos de caballo.

López de Ayala afirmó que Fernando Alfonso de Valencia y los leales a Pedro I permanecieron junto a este último hasta que fue asesinado tras la batalla de Montiel por su hermanastro, Enrique de Trastámara. Y hay constancia de que Fernando Alfonso, que fue uno de los nobles más cercanos a Pedro I en sus «últimos momentos», se hallaba en dicha localidad en el momento de la muerte del monarca y de que en la noche del regicidio, según consta en diferentes versiones de las Crónicas del rey don Pedro y de las Crónicas del rey don Enrique II, que fueron compuesta por López de Ayala, Fernando Alfonso fue apresado junto con otros destacados nobles, como Fernán Ruiz de Castro y Gonzalo González de Ávila, aunque en esas versiones los nombres de los capturados difieren. Y la historiadora Covadonga Valdaliso señaló que «de todo ello» se infiere que el grupo de nobles que permaneció junto a Pedro I en la noche de su asesinato fue arrestado, y que sus componentes huyeron o fueron rápidamente liberados, y Cesáreo Fernández Duro afirmó que Fernando Alfonso consiguió escapar de Montiel y que regresó a la ciudad de Zamora, que se sublevó contra Enrique II de Castilla y se preparó para resistir el asedio de las tropas del nuevo monarca castellano.

### Guerra contra Enrique II de Castilla (1369-1372)

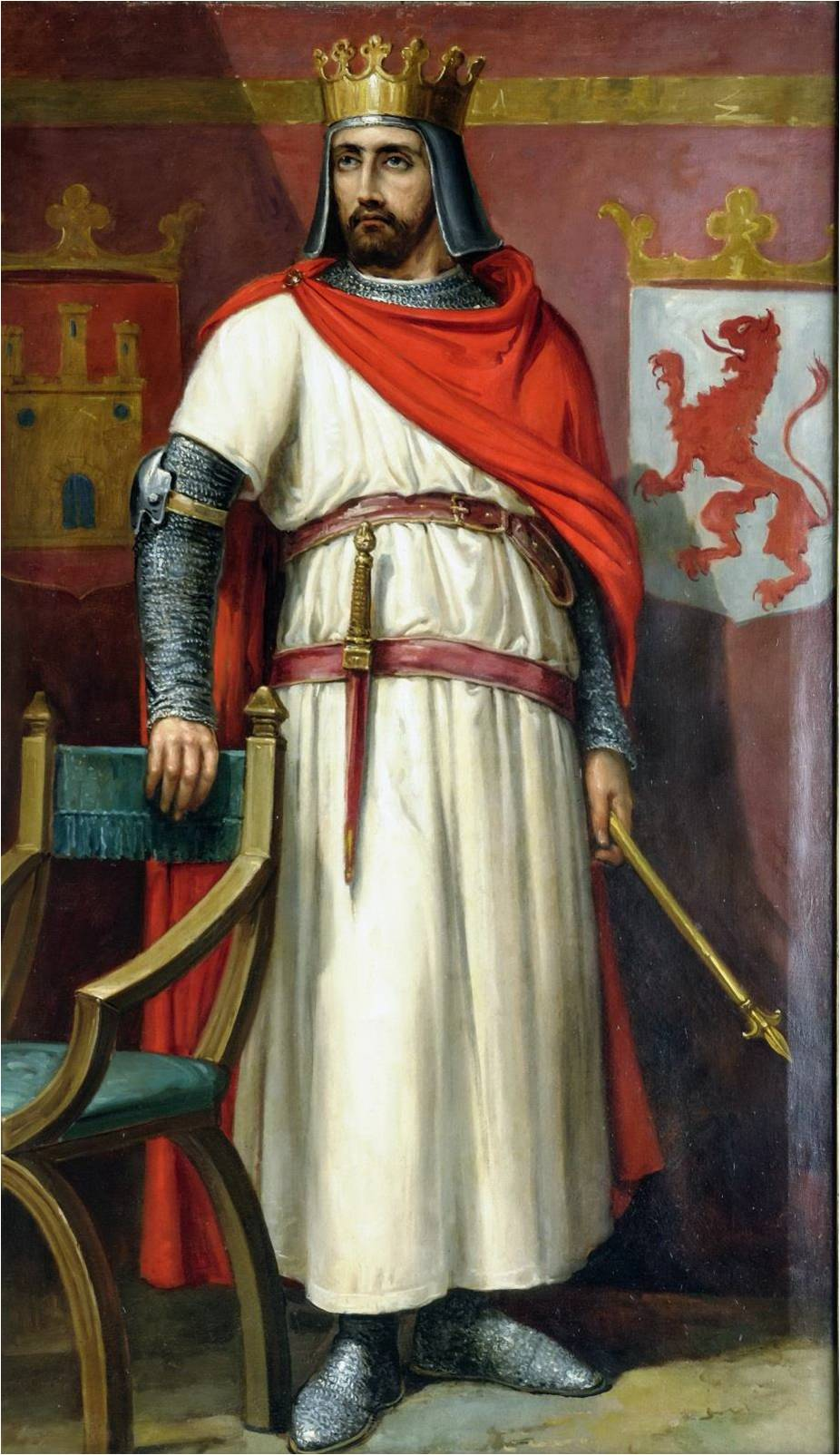
Retrato imaginario de Enrique II de Castilla. José María Rodríguez de Losada. (Ayuntamiento de León).

Los zamoranos fueron acaudillados por Fernando Alfonso de Valencia, que en esos momentos controlaba, entre otras, las ciudades de Zamora, Ciudad Rodrigo, Alcántara y Tuy. Y cuando Fernando Alfonso y Men Rodríguez de Sanabria escaparon de Valladolid, este último se dirigió a las montañas de Sanabria y a Alcañices para apoyar desde allí la guerra contra Enrique II, y Fernando Alfonso se dirigió a Zamora, que poco después se sublevó contra el mismo monarca junto con Ciudad Rodrigo, Alcántara y Tuy.
Poco después Fernando Alfonso envió mensajeros a su pariente, el rey Fernando I de Portugal, para que reclamase el trono castellano, argumentando la bastardía de Enrique II, al ser hijo ilegítimo de Alfonso XI y de Leonor de Guzmán, y su crimen fratricida al haber asesinado a su propio hermanastro, Pedro I de Castilla. Y como represalia por todo ello, Enrique II le arrebató a Fernando Alfonso de Valencia sus señoríos de Valencia de Campos y Villalpando y otras veinte villas más.
Además, Men Rodríguez de Sanabria, con el apoyo de numerosos concejos de Portugal, Zamora y Galicia, y Fernán Ruiz de Castro, que era el noble gallego más poderoso, se unieron a Fernando Alfonso de Valencia y animaron a Fernando I de Portugal a que reclamase el trono castellano. Y este último, que creía contar con mejores derechos dinásticos que Enrique II para ocuparlo, inició una serie de guerras contra su rival, conocidas como Guerras Fernandinas, que se desarrollaron entre 1369 y 1382, aunque el historiador César Olivera Serrano señaló que fueron las dos primeras, que se libraron entre 1369 y 1373, las que guardaron una «mayor relación con la cuestión sucesoria de Castilla».
El rey de Portugal acuñó monedas castellanas durante esas guerras, y en la Corte portuguesa se reorganizó el partido petrista, llamado así por defender la causa del difunto Pedro I de Castilla. Además, el rey de Portugal fue reconocido como legítimo rey de Castilla por las ciudades de La Coruña, Lugo, Santiago de Compostela, Tuy, Allariz, Orense, Rivadabia, Carmona, Zamora, Ciudad Rodrigo, Alcántara, y Valencia de Alcántara, entre otras, que se encontraban en manos de algunos petristas como Fernando Alfonso de Valencia, Fernán Ruiz de Castro, Juan Alfonso de Baeza, el obispo de Ciudad Rodrigo, y Alvar Pérez de Castro, que era hermanastro de Fernán Ruiz de Castro. Y en el capítulo XXVIII de la Chronica de el-rei D. Fernando consta que Fernando I comenzó a titularse «rey de Portugal, del Algarve, y de la muy noble ciudad de Zamora».

#### El sitio de Zamora (1369-1371)
La ciudad de Zamora, acaudillada por Fernando Alfonso de Valencia y por Alfonso López de Tejeda, que fue señor de Tejeda y maestre electo de la Orden de Santiago, comenzó a ser asediada en junio de 1369 por las tropas de Enrique II y por sus mercenarios bretones, que estaban al mando del célebre condestable de Francia Bertrand du Guesclin. Y el historiador Ursicino Álvarez Martínez señaló que Enrique II estableció su campamento en la orilla izquierda del río Duero y cerca del puente.

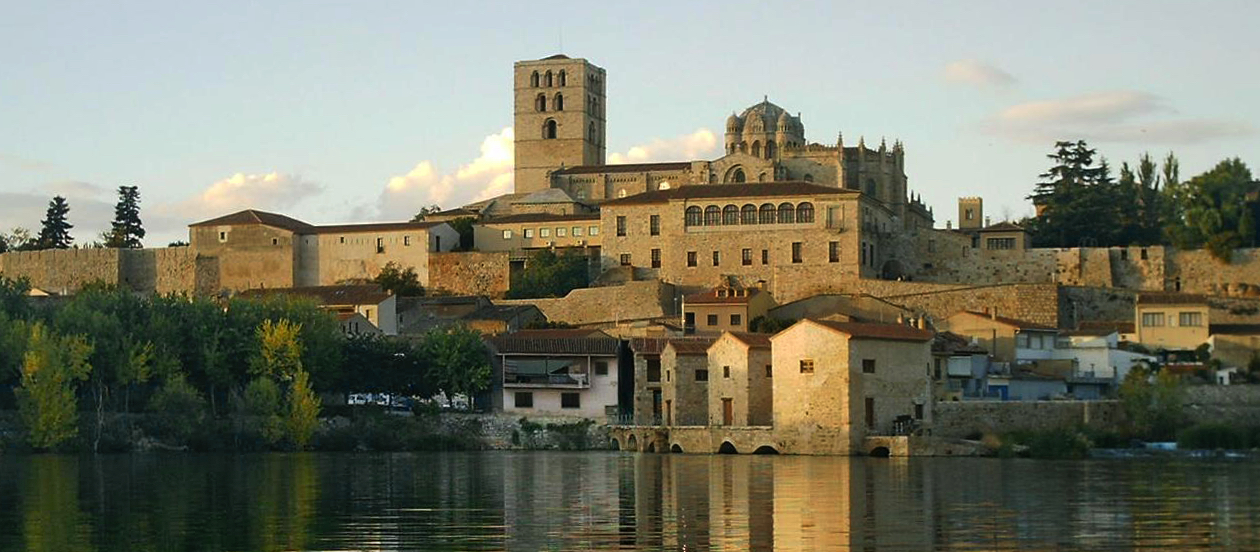
Vista de la ciudad de Zamora y de su catedral.

Fernando I de Portugal, tras reunir sus fuerzas terrestres y marítimas, inició la guerra contra Enrique II penetrando en territorio castellano a través de Galicia, que le recibió con entusiasmo, en julio de 1369. Y el monarca portugués instaló su base de operaciones en La Coruña, aunque Enrique II contraatacó invadiendo Portugal, y diversos historiadores señalan que, a causa de dicha invasión, Fernando I se limitó a socorrer «débilmente» a sus aliados castellanos, entre los que se contaba Fernando Alfonso de Valencia, y a dejarles actuar según su propio criterio.
Además, cuando Enrique II fue informado de que el rey de Portugal había entrado con sus tropas en La Coruña, abandonó el asedio de Zamora y se dirigió a Galicia para atacar las ciudades defendidas por el magnate Fernán Ruiz de Castro, que apoyaba incondicionalmente al monarca portugués, y con ello obligó a este último a abandonar el territorio gallego y a regresar a su país. Y por otra parte, el historiador Ursicino Álvarez Martínez mencionó que Fernando Alfonso de Valencia estaba casado con una hermana de Fernando I de Portugal y también que los zamoranos:

Fundaban su resistencia á la vez que en la pleitesía jurada al difunto Don Pedro, en el derecho establecido en Castilla: muerto el rey legítimo, ó tenía parientes llamados por la ley á sucederle, en cuyo caso estos debían ocupar el trono, ó si de ellos carecía, el reino considerábase behetría, ó sea, estado que podía alzar señor libremente. Como el rey Don Fernando de Portugal, con cuya hermana estaba casada D. Ferrán Alfonso, era biznieto de Don Sancho IV el Bravo, á él creían corresponder la corona, y así acordados con el tercer mantenedor, el magnate gallego D. Fernando de Castro, despacharon emisarios al monarca portugués ofreciéndole su concurso.

Sin embargo, Enrique II dejó antes de dirigirse a Galicia algunas tropas en tierras zamoranas y en la ciudad de Toro a las órdenes de Pedro Fernández de Velasco, que era su camarero mayor, para que no quedara interrumpido el asedio de Zamora, y al mismo tiempo encomendó a su esposa, la reina Juana Manuel de Villena, que reuniese el armamento y los pertrechos necesarios para conquistar dicha ciudad. Y cuando Enrique II hubo conquistado a los portugueses las ciudades de Braga y Braganza, regresó a Toro y convocó una reunión de Cortes en dicha ciudad, a fin de poder obtener los recursos necesarios para proseguir la guerra y poder pagar sus soldadas a los mercenarios extranjeros que le acompañaban. Y Mosén Arnao de Solier, que era uno de los capitanes de las compañías blancas que apoyaban a Enrique II, fue recompensado por este con el señorío de Villalpando, que había pertenecido anteriormente a Fernando Alfonso de Valencia. Y conviene señalar que dicho señorío le fue entregado a Arnao de Solier por «juro de heredad» y junto con todos sus términos y aldeas.

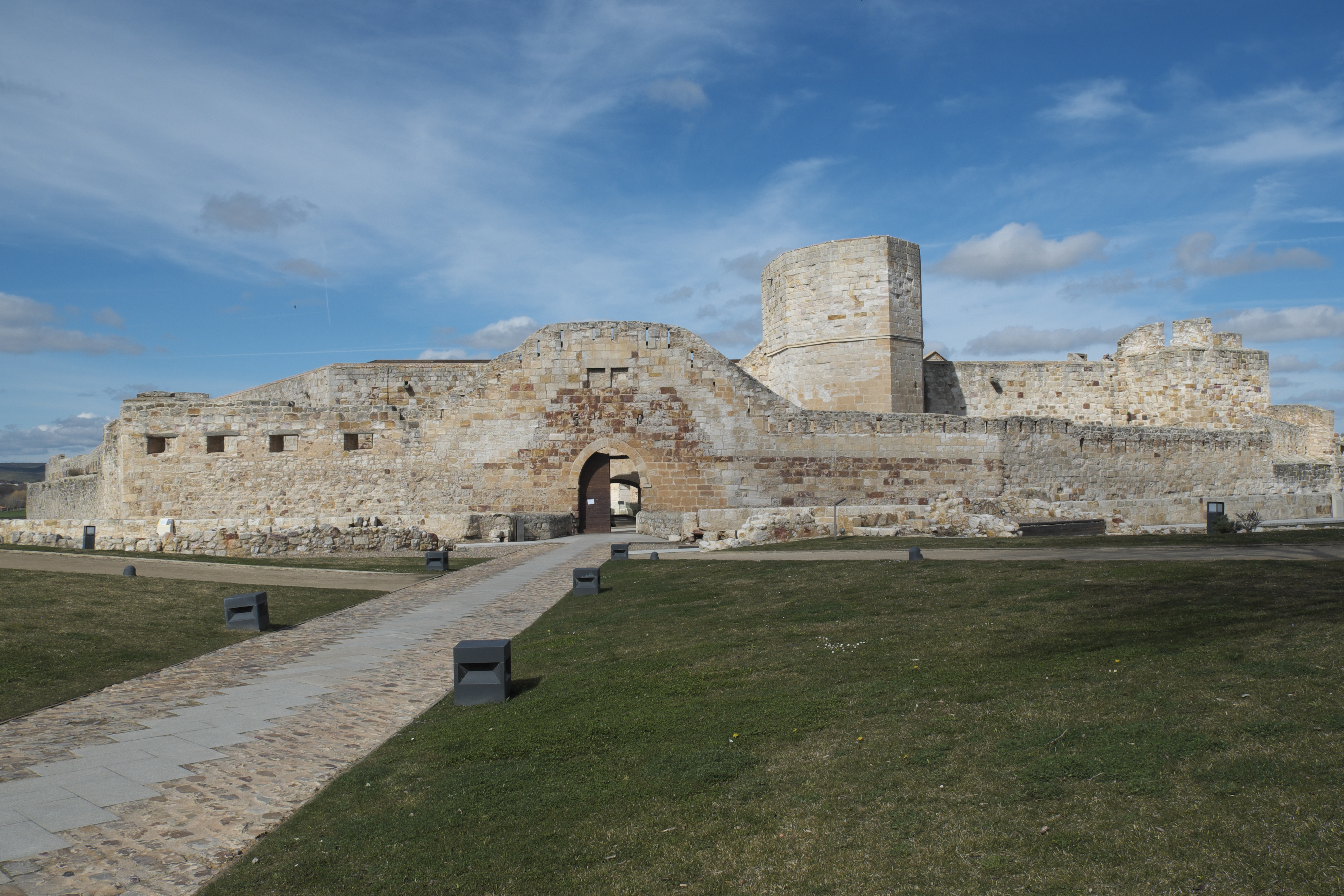
Ruinas del castillo de Zamora.

La resistencia de la ciudad de Zamora frente a sus tentativas por conquistarla preocupaba de tal modo a Enrique II que ni siquiera acudió a socorrer la ciudad de Algeciras, que fue conquistada por los musulmanes granadinos tras un corto asedio a finales de julio de 1369. No obstante, los daños ocasionados por la flota portuguesa en Cádiz y en Sevilla obligaron a Enrique II a dirigirse a Andalucía y a dejar la dirección del asedio de Zamora en manos de la reina Juana Manuel y de su camarero mayor, Pedro Fernández de Velasco, que pasaron a ser los dirigentes del ejército sitiador.
Los asedios de Zamora y de Ciudad Rodrigo se estancaron en el otoño de 1369, y en una de las frecuentes salidas que hicieron los sitiados para atacar a sus enemigos, Fernando Alfonso fue derrotado y hecho prisionero por Pedro Fernández de Velasco, según consta en la Crónica de Enrique II, aunque en esta obra también se afirma que se ignora cómo consiguió escapar:

En estos dias, que el Rey Don Enrique estaba sobre la villa de Carmona, ovo nuevas que Pero Ferrandez de Velasco su Camarero mayor peleara en la cibdad de Zamora con Ferrand Alfonso de Zamora, que avia fuido de la prision dó estaba en Valladolid, é era entrado en Zamora: é salió á las barreras á pelear con Pero Ferrandez, é fué tomado alli preso. E cobróse la cibdad de Zamora por el Rey: empero antes desto el castillo de Zamora ya estaba por el Rey; ca uno que le tenia avia ya tomado la partida del Rey.

Moreno Ollero señaló que Fernando Alfonso, que era el «principal» jefe de la resistencia zamorana, y Pedro Fernández de Velasco lucharon «cuerpo a cuerpo». Y poco después, debido a la escasez de recursos en Zamora, a la falta de socorro desde Portugal, y a las negociaciones que el eclesiástico Pedro Tenorio, que llegaría a ser arzobispo de Toledo y en esos momentos era arcediano de Toro en el obispado de Zamora, llevó a cabo con los sitiados, Zamora capituló y permitió la entrada de las tropas de Enrique II, que la ocuparon el 26 de febrero de 1371, según consta en una carta en la que la reina Juana Manuel comunicó a su esposo la rendición de la ciudad.

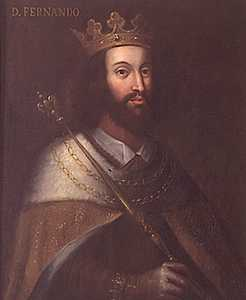
Retrato imaginario de Fernando I de Portugal.

Pero el alcaide del castillo de Zamora, Alfonso López de Tejeda, no aceptó el acuerdo de capitulación y se propuso resistir en el interior de dicha fortaleza junto con su esposa, Inés Álvarez de Sotomayor, el hijo mayor de ambos, los principales nobles zamoranos, y numerosos soldados. Y la reina Juana Manuel, según afirmó el cronista Lopes en el capítulo XLI de la Chronica de el-rei D. Fernando, amenazó a Alfonso López de Tejeda con matar a sus tres hijos, que se encontraban en su poder, aunque el alcaide se negó a rendirse y sus hijos fueron asesinados, aunque como destacó Valdaliso, ello le pareció extraño al cronista por considerarlo «una hazaña sin provecho»:

Passou o termo antr’elles devisado e nom lhe veo outro nehũu acorro (...) e foi rrequerido Affonsso Lopez que desse o logar, pois o termo ja era passado; e ell se escusou per taaes pallavras, e com tall sõo que de o fazer avia pouca voontade; da quall cousa a rrainha ouve assi grande queixume que disse, afirmando per juramento, que sse lhe Affonsso Lopez nom desse o logar como ficara com ella, pois o termo já era passado, que lhe mandaria degollar os filhos ante seus olhos, s os ell oolhar quisesse; e assi lho mandou dizer. Affonsso Lopez, ouvindo aquesto, husou n’este feito d’hũu modo mui estranho, o quall nom he de louvar come virtude mas façanha sem proveito, comprida de toda cruelldade, e disse aaquelles que lhe esto disserom, que sse a rrainha por esta rrazom lhe mandasse degollar seus filhos, que ainda ell tinha a forja e o martello com que fezera aquelles, e que assi faria outros.

Castillo Llamas aseguró que los hijos del alcaide fueron asesinados en presencia suya, lo que enfureció y enardeció aún más a los sitiados. Y Valdeón Baruque llamó «espectacular» a la resistencia llevada a cabo por los zamoranos, debido sobre todo a las muertes de esos niños. Pero debido al hambre y a la peste que soportaban, y sabiendo que no recibirían ayuda de Portugal, una noche Alfonso López de Tejeda abandonó el castillo llevándose las llaves de la fortaleza y, viajando acompañado por su esposa, su hijo mayor, y por algunos de sus soldados, se refugió en Portugal para desde allí continuar hostigando a las tropas de Enrique II. Y al saber que el castillo de Zamora se había rendido, el monarca castellano lo comunicó a las ciudades y concejos de su reino y poco después recibió a los embajadores del reino de Portugal.

#### Los asedios de Tuy, Viana del Bollo y Oímbra (1371-1373)

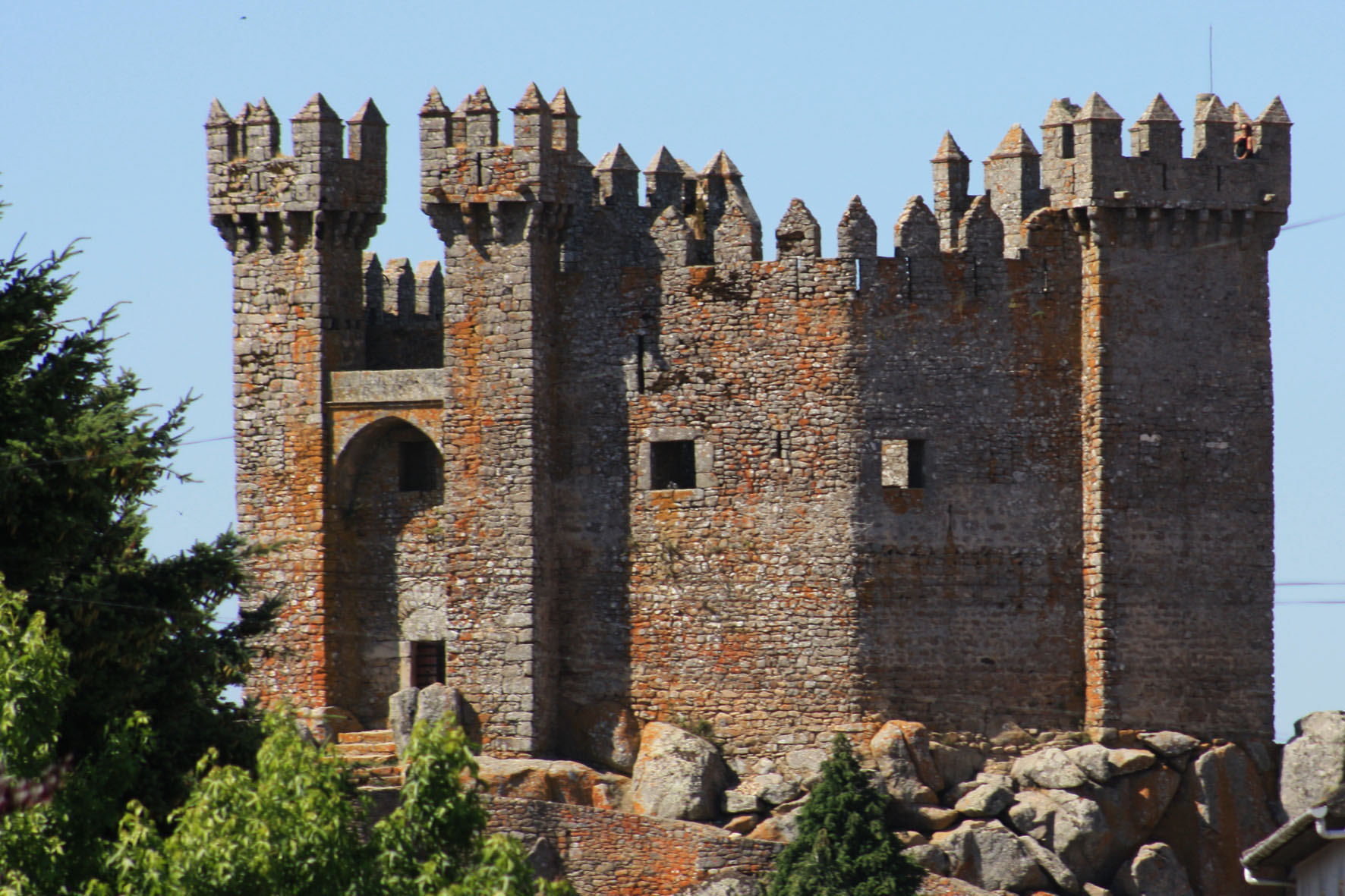
Castillo de Penedono (Portugal).

El 1 de febrero de 1371 el rey Fernando I de Portugal cedió a Fernando Alfonso de Valencia y a sus herederos los señoríos de Sernancelhe, Penedono, São João da Pesqueira, Cedovim, Vale de Boi y Freixo de Numão, junto con todos sus términos, sus entradas y salidas y sus jurisdicciones alta y baja, aunque las apelaciones por los crímenes cometidos en esos señoríos y su castigo corresponderían al monarca portugués. No obstante, Fernando Alfonso de Valencia y otros petristas, como Men Rodríguez de Sanabria, se refugiaron en la ciudad de Tuy en 1371, y desde allí continuaron hostigando a las tropas de Enrique II.
Sin embargo, Tuy fue conquistada por Enrique II en los primeros meses de 1372 tras haber sido asediada durante aproximadamente un mes, y Antonio López Ferreiro señaló que tal vez el arzobispo de Santiago de Compostela, Rodrigo de Moscoso, acompañó al monarca en el asedio. Y a pesar de que los reyes de Castilla y Portugal habían acordado una tregua, tras escapar de Tuy Fernando Alfonso de Valencia, Men Rodríguez de Sanabria y Alonso Gómez de Lira se apoderaron del municipio de Viana del Bollo y de otros pueblos cercanos y obligaron con ello a Enrique II a acudir nuevamente a Galicia para combatirles.
Sin embargo, Enrique II envió setecientas lanzas para luchar contra Fernando Alfonso de Valencia y sus aliados al mando de uno de sus hijos ilegítimos, el conde Alfonso Enríquez, que se apoderó de Viana del Bollo y les obligó a refugiarse en Oímbra, que pertenecía a Men Rodríguez de Sanabria. Pero el conde Alfonso Enríquez también consiguió tomar dicho lugar y capturó a algunos de sus defensores y dejó a otros en libertad, según consta en la Crónica de Enrique II:

Despues que el Rey Don Enrique partió de Santander, é ovo enviado sus naos, tornóse para Burgos: é estando y sopo como algunos Caballeros é Escuderos de Castilla, que andaban fuera del Regno, é estaban en Portogal, los quales eran Ferrand Alfonso de Zamora, é otros, avian tomado un logar de Galicia que dicen Viana, é facian guerra dél...Otrosi envió al Conde Don Alfonso su fijo con Compañas á cercar á Viana: é él partió luego de Burgos, é fué para Zamora, é envió por sus Vasallos é gentes de armas que fuesen con él en Zamora. E alli atendió respuesta del Rey de Portogal sobre las naos de sü Regno que avia fecho tomar en Lisbona; otrosí por saber si era su amigo verdadero, ó non. E estando el Rey en Zamora sopo como el Conde Don Alfonso su fijo, que él enviara á Viana, do aquellos Caballeros é Escuderos que andaban fuera de Castilla eran alzados, la avia tomado; é los que en ella estaban dexaron la villa, é se fueron á Oimbra, un castillo de Galicia, que era de Men Rodríguez de Senabria, é allí los cerco el Conde Don Alfonso, é á algunos pusiera en salvo, é á otros tomara presos, segund la pleytesia que con ellos ficiera.

Además, el día 12 de marzo de 1372 Fernando I de Portugal concedió al municipio de Freixo de Numão, cuyo señorío pertenecía a Fernando Alfonso de Valencia, el título de villa con jurisdicción propia, con lo que quedó equiparada a cualquier otra villa o castillo independiente. Y conviene señalar que el monarca portugués concedió dicho título a petición del propio señor de Freixo de Numão.
Sin embargo, el rey de Portugal ordenó poco después que dieran muerte a Fernando Alfonso de Valencia y a sus compañeros, y cuando estos fueron informados de ello huyeron disfrazados y dejaron sus compañías de soldados en los lugares de los que se habían apoderado. Y poco después, y aunque viajaba de incógnito, Fernando Alfonso fue visto en tierras zamoranas acompañado por dos hombres que viajaban en mula, según consta en una carta escrita por Enrique II en Benavente el día 17 de septiembre de 1372 que es mencionada en la Crónica de Enrique II.
En los últimos meses de 1372 Fernando Alfonso de Valencia y sus compañeros fueron perseguidos en tierras de Zamora por Enrique II, y como el monarca castellano estaba convencido de la mala voluntad del rey de Portugal al apoyarlos, invadió su reino en diciembre de 1372. Y el transcurso de esa nueva guerra Enrique II conquistó numerosas villas y ciudades y empezó a asediar la ciudad de Lisboa en la primavera de 1373.

### Exilio en Inglaterra (1373-1381)

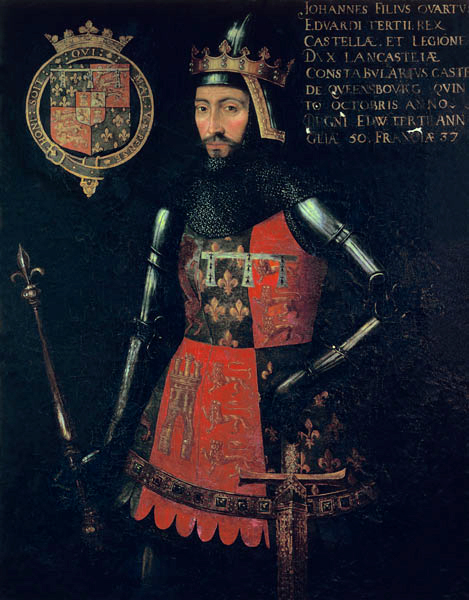
Juan de Gante, duque de Lancaster.

En la Crónica de Enrique II consta que este exigió en la primavera de 1373 al monarca portugués, como parte de las cláusulas del tratado de Santarém y dándole para ello un mes de plazo, que expulsara de su reino a 28 destacados petristas, entre los que sobresalían Fernán Ruiz de Castro y Fernando Alfonso de Valencia, que se habían refugiado en Portugal tras la muerte de Pedro I de Castilla.
Entre los nobles que debían abandonar Portugal figuraban Men Rodríguez de Sanabria, Suero Yáñez de Parada, Fernán Ruiz de Castro y Fernando Alfonso de Valencia, según consta en el capítulo LXXXII de la Chronica de el-rei D. Fernando, en la que se mencionan los nombres de todos ellos. Sin embargo, el historiador Humberto Baquero Moreno señaló que, a pesar de haber sido expulsado de Portugal, Fernando Alfonso permaneció algún tiempo en dicho reino. Y entre 1373 y 1381 Fernando Alfonso estuvo en Inglaterra junto con numerosos nobles castellanos que habían sido expulsados de Portugal al mismo tiempo que él.
Al llegar a Inglaterra, Fernando Alfonso y Juan Alfonso de Baeza fueron dos de los partidarios más notorios y formaron parte de la Corte de Constanza de Castilla y de su esposo, Juan de Gante, que reclamaban el trono castellano por ser Constanza hija de Pedro I de Castilla.
Y el historiador César Olivera Serrano señaló que tras la muerte de Fernán Ruiz de Castro, que falleció en Bayona en 1377, Fernando Alfonso de Valencia y Fernando Rodríguez de Aza ejercieron un cierto liderazgo entre los partidarios de Constanza de Castilla.

### Regreso a Portugal y muerte (1381-1384)
En 1381 Fernando Alfonso regresó a Portugal y entró a formar parte del círculo de confianza de la reina Leonor Téllez de Meneses, esposa de Fernando I de Portugal. Y ambos soberanos le entregaron el día 5 de enero de ese mismo año los señoríos de la Torre de Moncorvo, Freixo de Espada à Cinta, Vila Nova de Foz Côa y otros lugares junto con todos sus derechos y rentas.

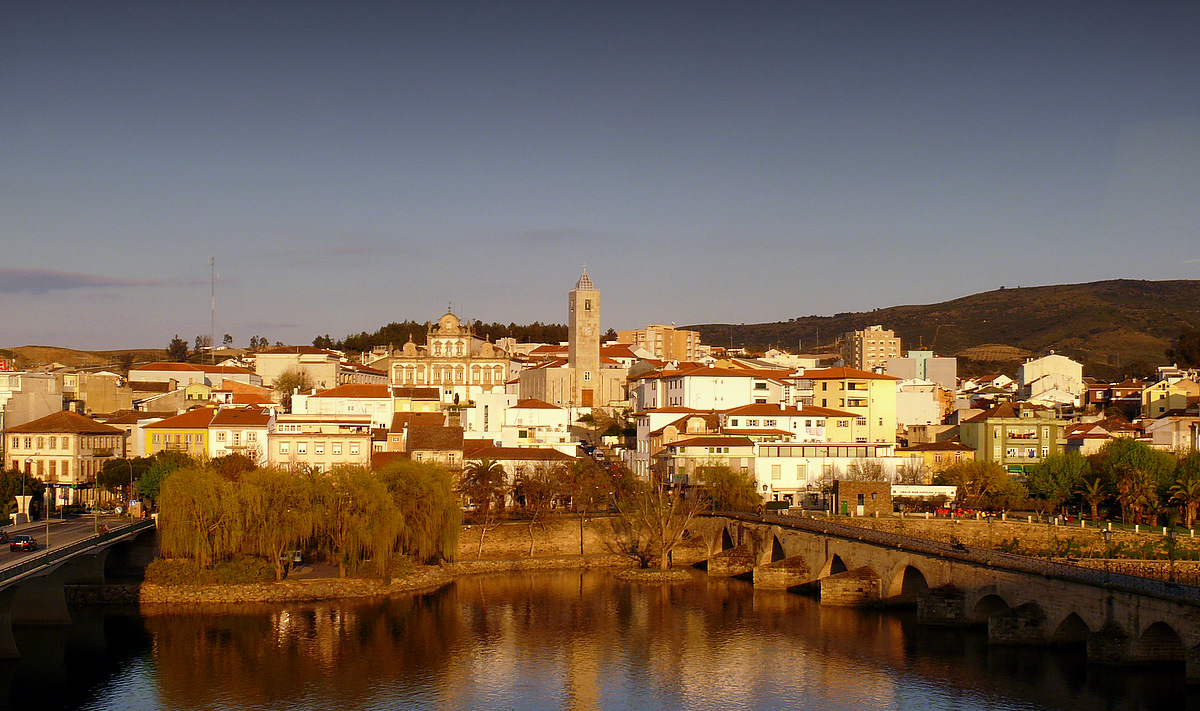
Vista de la localidad de Mirandela. (Portugal).

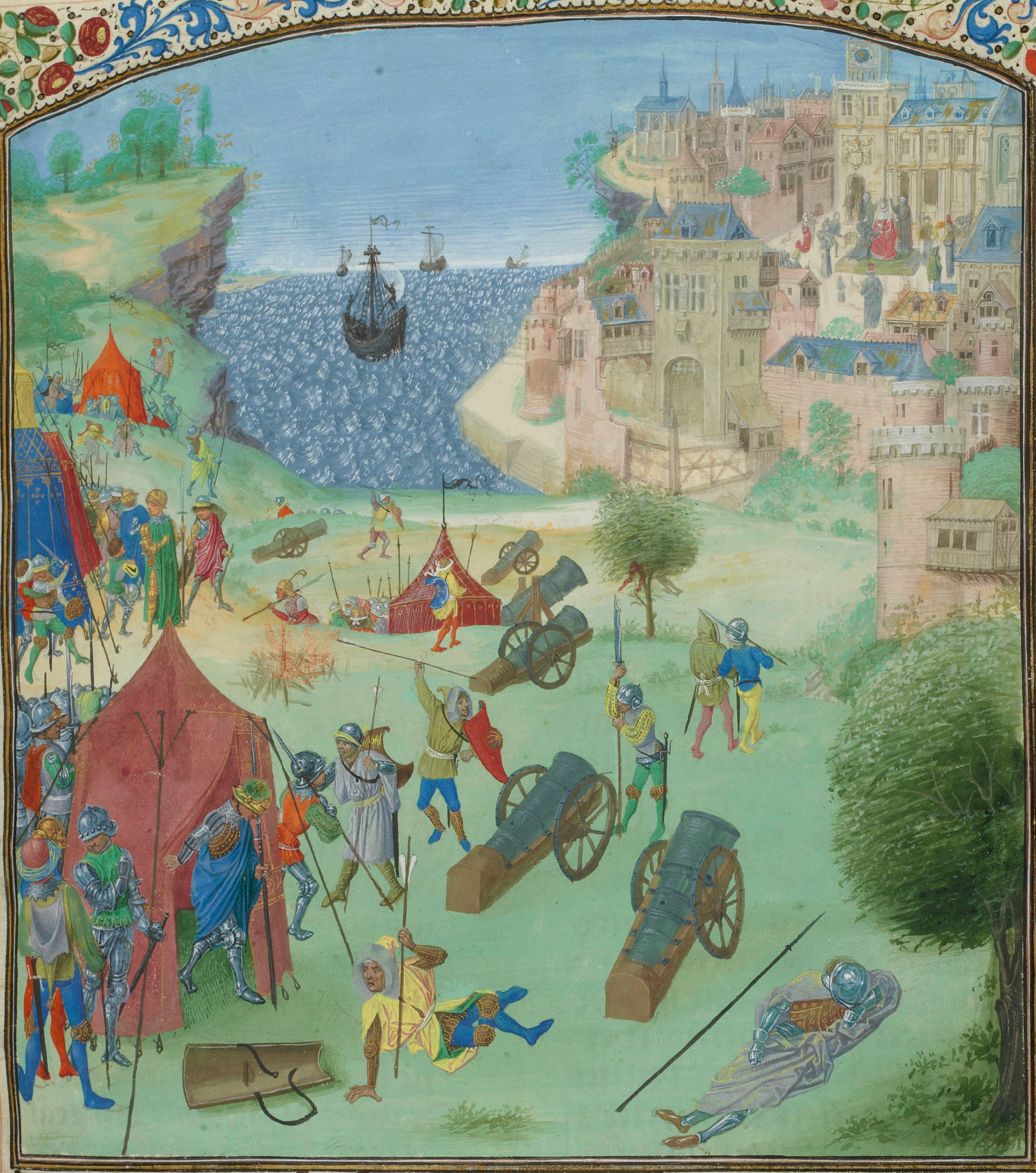
El sitio de Lisboa de 1384, representado en las Chroniques de Jean Froissart.

El día 15 de noviembre de 1382 el rey Fernando I y su esposa cedieron a Fernando Alfonso los señoríos de Bemposta, Penas Róias, Castro Vicente, Fonte Arcada, Armamar, Mogadouro, Alfândega da Fé y Mirandela, junto con todas sus rentas, derechos y términos, las jurisdicciones civil y criminal, y el mero y mixto imperio. Sin embargo, las apelaciones derivadas de los crímenes cometidos en dichos lugares deberían ser remitidas a la Corte portuguesa, y los merinos y corregidores tendrían potestad para aplicar las leyes y penas correspondientes en nombre de la Corona en dichos lugares. Además, en la donación se especificó que Fernando Alfonso podría alienar, pignorar, y dar o vender esos señoríos a cualquier portugués que estuviera al servicio de Fernando I y de su esposa o de los herederos y sucesores de estos últimos, lo que ha llevado a algunos historiadores portugueses a señalar que, por una vez, la reina Leonor Téllez de Meneses se diferenciaba de los magnates de dicho reino y era equiparada al propio rey de Portugal, ya que Fernando Alfonso de Valencia solamente podría entregar esos señoríos a los vasallos de la Corona portuguesa, lo cual incluía, «explícitamente», a la reina Leonor.

El 27 de febrero de 1383 Fernando I de Portugal entregó a Fernando Alfonso de Valencia, y a modo de retribución por diversas cantidades que se le adeudaban y que ascendían a la suma de 610 libras, los lugares de Balsemão, Baia, Gondim y Monção, de los cuales los dos últimos se encuentran cerca de la frontera entre Portugal y la provincia de Pontevedra. Además, el 18 de mayo de 1383 el monarca portugués ordenó a Juan Alfonso Pimentel que cediera la alcaidía del castillo de Penas Róias a Fernando Alfonso de Valencia, y el día 30 de julio de ese mismo año el soberano portugués dispuso que el municipio de Freixo de Espada à Cinta volvería a pertenecer a la jurisdicción real, a pesar de que en 1381 se lo había entregado en forma de señorío a Fernando Alfonso.

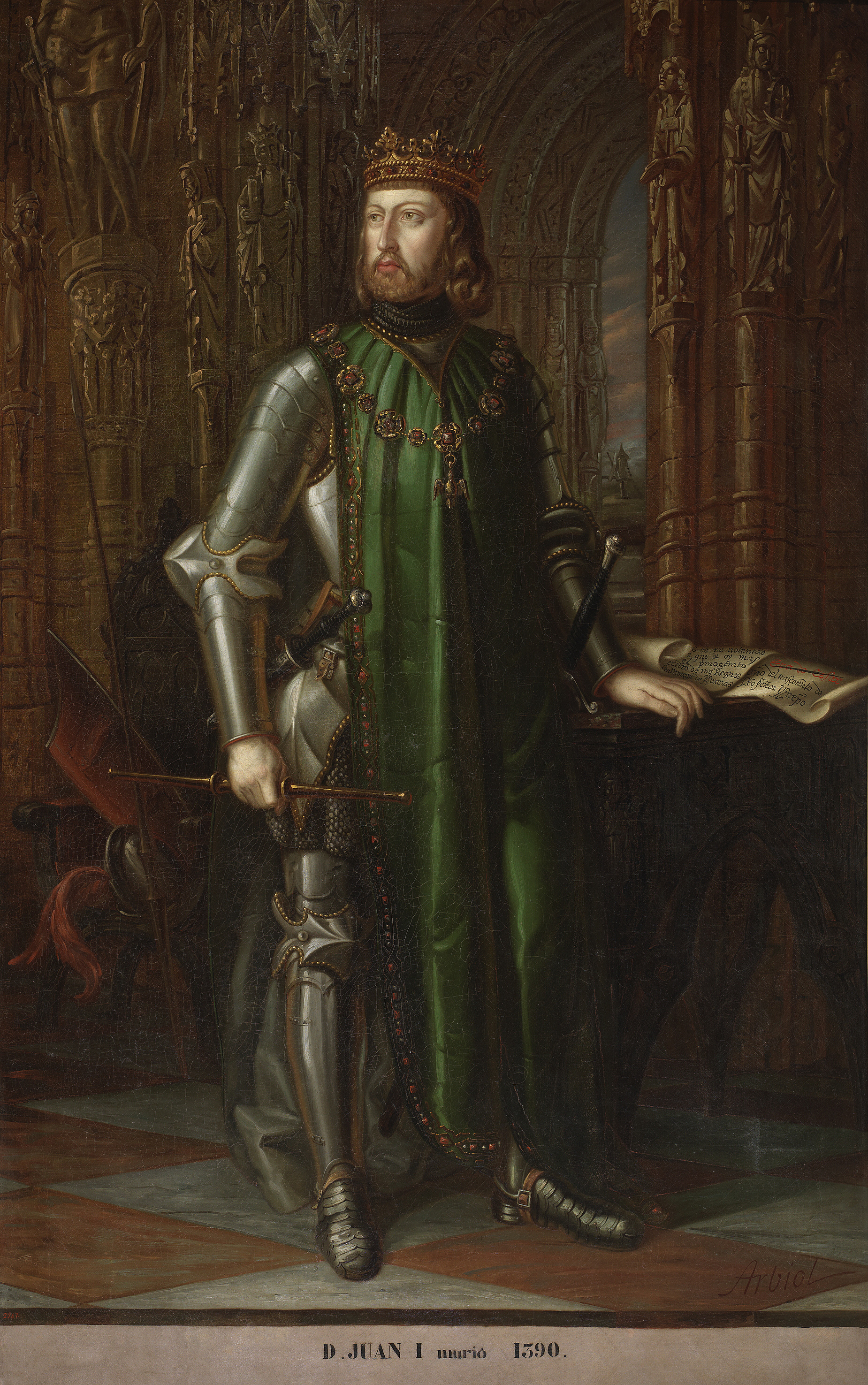
Retrato imaginario de Juan I de Castilla. Vicente Arbiol. 1848. (Congreso de los Diputados de España).

Pero a pesar de todas las generosas donaciones que recibió de manos del rey Fernando I de Portugal y de su esposa, el nombre de Fernando Alfonso no figura en la lista de los nobles castellanos exiliados en Portugal que resultaron más beneficiados en aquellos momentos, ya que otros individuos, como señaló Covadonga Valdaliso y según se desprende de la Cancillería real portuguesa de la época, recibieron muchos más señoríos. Y también conviene señalar que en el Armorial de Sicile-Urfé, que fue confeccionado hacia 1380 y pocos años antes de la muerte de Fernando Alfonso de Valencia, se describe su escudo de armas. Y su blasón, que estaba compuesto por águilas y leones, era similar al utilizado por su padre, Alfonso de Valencia, y por su abuelo, el infante Juan de Castilla, aunque el de Fernando Alfonso estaba colocado en forma de frange o aspa. Y en relación con la disposición en frange del escudo de Fernando Alfonso, el heraldista Faustino Menéndez Pidal de Navascués señaló que debió adoptarla a «últimos del segundo cuarto» del siglo XIV, y sobre todo que:

Sin el testimonio del armorial extranjero de Urfé hubiéramos pensado que estábamos ante una variante errónea de ningún valor. ¡Cuántas interesantes particularidades de la heráldica medieval española desconoceremos a causa de la escasez de materiales¡

El 22 de octubre de 1383 falleció el rey Fernando I de Portugal, y en la noche del día de su muerte su viuda, la reina Leonor Téllez de Meneses, que contaba curiosamente, como señaló Luis Suárez Fernández, con el apoyo de numerosos antiguos partidarios del rey Pedro I de Castilla, como Fernando Alfonso de Valencia, Juan Alfonso de Baeza, el conde Juan Fernández de Andeiro o el obispo de Lisboa, comenzó a desempeñar la Regencia de Portugal. Sin embargo, la reina viuda, y valiéndose del Consejo Real, comenzó a despachar documentos en nombre propio y sin ni siquiera «mencionar» en los mismos, como indicó Suárez Fernández, el nombre de su hija Beatriz, que era la legítima reina de Portugal y estaba casada con Juan I de Castilla. Y «precisamente» fue el maestre de Avis, que poco después reclamaría el trono de Portugal y llegaría a reinar allí como Juan I, quien solicitó a Juan I de Castilla que acudiera rápidamente a Portugal para «hacer valer» los derechos de su esposa Beatriz.

Además, el historiador Humberto Baquero Moreno señaló que Fernando Alfonso de Valencia se encontraba en la Corte portuguesa el día 6 de diciembre de 1383, cuando se produjo el asesinato del conde Juan Fernández de Andeiro, y en el capítulo X de la Chronica de El-Rei D. João I se menciona que Fernando Alfonso estuvo presente en el momento de la muerte del conde junto con otros personajes como el conde Álvar Pérez de Castro y el conde de Barcelos, Juan Alfonso Tello. Y en 1384, durante la guerra entre Juan I de Portugal y Juan I de Castilla, y mientras las tropas castellanas asediaban Lisboa, Fernando Alfonso saqueó y devastó la comarca de Entre Douro e Minho acompañado por 80 caballeros y numerosos infantes, aunque en algunas ocasiones aparentaban ser partidarios del monarca castellano y en otras de Juan I de Portugal, según las poblaciones fueran leales a uno u otro. Y en mayo de 1384, poco antes de que comenzara el asedio de Lisboa, Fernando Alfonso de Valencia reclamó los bienes del conde Alvar Pérez de Castro, que acababa de fallecer, aunque su demanda no tuvo éxito y fueron a parar a manos de Juan Rodrigues Pereira, que era hijo del célebre Nuno Álvares Pereira, condestable de Portugal.

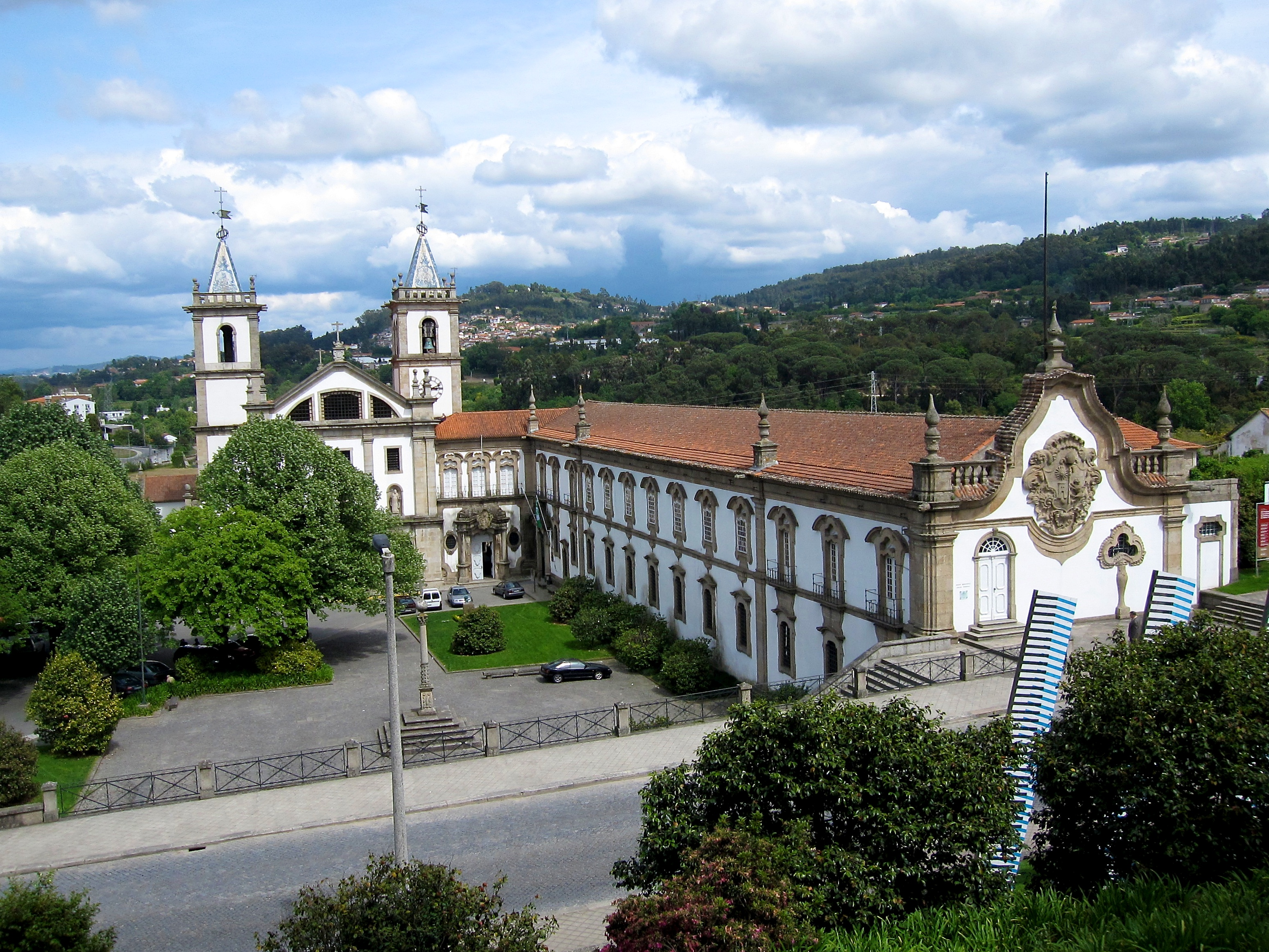
Vista general del monasterio de Santo Tirso. (Portugal).

Las tropas de Fernando Alfonso de Valencia y las de Juan García Manrique, arzobispo de Santiago de Compostela, aunque actuando de modo independiente entre ellas, se apoderaron en 1384 del monasterio de Santo Tirso, situado en la freguesia de Santo Tirso, al norte de Portugal, y lo destrozaron y saquearon durante varios meses. Y debido a ello sus monjes lo abandonaron y se dirigieron a Oporto, donde fueron bien recibidos por sus habitantes y permanecieron varios meses.
Sin embargo, cuando los portugueses descubrieron la duplicidad de Fernando Alfonso de Valencia, que se mostraba partidario unas veces de los castellanos y otras de Juan I de Portugal, se dirigieron al monasterio de Santo Tirso desde Oporto y, llegando a él de madrugada, mataron a varios de los que allí se encontraban, obligaron a huir a los demás, y apresaron a Fernando Alfonso y a su hijo Alfonso de Valencia, aunque ambos recobraron la libertad cuando la flota portuguesa abandonó Oporto y se dirigió a Lisboa, que continuaba siendo asediada por las tropas de Juan I de Castilla.

Poco después Fernando Alfonso de Valencia abandonó la causa del maestre de Avis, se unió a las tropas castellanas que asediaban Lisboa, y fue nombrado maestre de la Orden de Santiago en sustitución de Rodrigo González Mejía, que había fallecido como consecuencia de la peste durante el sitio y cuya elección como maestre no había sido canónica. Y ello provocó que el nombre de Fernando Alfonso de Valencia, que sí es nombrado expresamente con el título de maestre de la Orden de Santiago en el capítulo CXLIX de la Chronica de El-Rei D. João I, no figurara ni en la lista oficial de los maestres de dicha Orden consignada por Francisco de Rades y Andrada en su obra Chronica de las tres ordenes y cauallerias de Sanctiago, Calatraua y Alcantara, como destacó Jaime de Salazar y Acha, ni tampoco en la lista de los maestres mencionada por el historiador Carlos de Ayala Martínez. Y el siguiente maestre de Santiago, Pedro Muñiz de Godoy, ocupó el maestrazgo durante menos de un año, ya que falleció el 2 de octubre de 1385 en la batalla de Valverde.
Fernando Alfonso de Valencia falleció durante el sitio de Lisboa de 1384 a consecuencia de la peste y cuando contaba aproximadamente 68 años de edad, aunque ello no es mencionado en ningún documento castellano de la época ni en la Crónica de Juan I de Castilla, como advirtió Salazar y Acha, que además apuntó la hipótesis de que, contando Fernando Alfonso con casi setenta años, su participación en la guerra es altamente improbable, y menos «en aquel tiempo». Y en el capítulo CXLIX de la Chronica de El-Rei D. João I se mencionó su muerte y también que fue el tercer maestre de la Orden de Santiago fallecido durante el asedio de Lisboa:

E não embargando que d'antes assaz morresse, começou de se atear a peste tão bravamente em elles, assim por mar, como por terra, que dia havia que morriam cento e cincoenta e duzentas, assim mais e menos, como se acertava, de guisa que o mais do dia eram os do arraial occupados em enterrar seus mortos. Assim que era espanto de vêr aos que o padeciam, e estranho de ouvir aos que eram cercados. Ca do dia que falleceu de trama o mestre de Santiago D. Pedro Fernandes Cabeça de Vaca até esta sezáo, morreram mais de dois mil homens de armas dos melhores que el-rei de Castella tinha, afora muitos capitães que nomear não podemos, pêro a alguns diremos seus nomes, assim como de Ruy Gonçalves Mexias, a que el-rei deu o mestrado depois da morte de D. Pedro Fernandes, e D. Pedro Fernandes do Sandoval, commendador-mór, que cuidou de ser mestre, e Pêro Fernandes de Valhasco, camareiro-mór d'el-rei D. Pedro, Fernão Sanches de Toar, seu almirante mór, e Fernão d'Alvares de Toledo, mariscai de Castella, e Pêro Rodrigues Sarmento, adiantado em Galliza, e D. Pedro Nunes de Lara, conde de Maiorcas, que pouco havia que cazara, como ouvistes, e D. João Affonso de Benavides, e D. Fernando Affonso de Samora, mestre de Santiago, e com este foram três Mestres...

## Sepultura
El cadáver de Fernando Alfonso de Valencia recibió sepultura en la catedral de Lisboa, según afirmó el historiador Enrique Fernández-Prieto Domínguez y Losada. Y conviene señalar que en el mismo templo había sido enterrado el que según algunos genealogistas fue su suegro, Alfonso IV de Portugal, que falleció en 1357.

## Matrimonio y descendencia
La mayoría de los historiadores portugueses modernos afirman rotundamente que Alfonso IV de Portugal no tuvo ningún hijo ilegítimo, y argumentan que ello pudo ser debido a las malas relaciones que tuvo con sus propios hermanastros, o debido a las buenas y armoniosas relaciones que siempre mantuvo con su esposa, la reina Beatriz de Castilla. Pero según la mayoría de los genealogistas españoles, como Francisco Fernández de Bethencourt y Luis Bartolomé de Salazar y Castro, Fernando Alfonso de Valencia contrajo matrimonio con María Alfonso de Portugal, que habría sido hija ilegítima del rey Alfonso IV de Portugal y de una dama de nombre desconocido, aunque no aportaron ninguna prueba que demostrara esa filiación. Y según algunos de los historiadores mencionados anteriormente, María Alfonso de Portugal fue señora de Miranda do Douro, Mirandela, Vila Flor, Torre de Moncorvo y Bemposta y su padre le entregó como dote para su matrimonio 400.000 maravedís y, en prenda, las villas de Miranda do Douro, Mogadouro y Mirandela. Y fruto de su matrimonio con Fernando Alfonso de Valencia habrían nacido los siguientes hijos:
- Hernando de Valencia (m. 1425). Fue el hijo mayor de Fernando Alfonso de Valencia[121] y llegó a ser regidor de Zamora.[116][13] Pero renunció a sus bienes y profesó como religioso de la Orden de San Jerónimo[5] en el monasterio de Guadalupe,[109] siendo además el más destacado de los fundadores del monasterio de Nuestra Señora de Montamarta.[122]
- Juan de Valencia (m. después de 1427). Fue mariscal de Castilla[123][3] y alcaide de los alcázares de Zamora.[109]
- Alfonso de Valencia. Fue regidor de Zamora y miembro del Consejo de Regencia durante la minoría de edad de Enrique III de Castilla.[109] Y contrajo matrimonio con Mencía de Quesada, que era hija de Pedro Díaz de Quesada, señor de Garcíez, y de Juana de Cárcamo.[124][109] Y después de su muerte su viuda contrajo un nuevo matrimonio con Egas Venegas, III señor de Luque.[5]

## Ancestros
| \| \| \| \| \| \| \| \| \| \| \| \| \| \| \| \| \| \| \| \| 16. Fernando III de Castilla \| \| \| \| \| \| \| \| \| \| \| \| \| \| \| \| \| \| \| \| \| \| \| \| \| \| \| \| \| \| \| \| \| \| \| \| \| \| \| \| \| \| \| \| \| \| \| \| \| \| \| \| \| \| 8. Alfonso X de Castilla \| \| \| \| \| \| \| \| \| \| \| \| \| \| \| \| \| \| \| \| \| \| \| \| \| \| \| \| \| \| \| \| \| \| \| \| \| \| \| \| \| \| \| \| \| \| \| \| \| \| \| \| \| \| 17. Beatriz de Suabia \| \| \| \| \| \| \| \| \| \| \| \| \| \| \| \| \| \| \| \| \| \| \| \| \| \| \| \| \| \| \| \| \| \| \| \| \| \| \| \| \| \| \| \| \| \| \| \| \| \| \| \| \| \| 4. Juan de Castilla el de Tarifa \| \| \| \| \| \| \| \| \| \| \| \| \| \| \| \| \| \| \| \| \| \| \| \| \| \| \| \| \| \| \| \| \| \| \| \| \| \| \| \| \| \| \| \| \| \| \| \| \| \| \| \| \| \| 18. Jaime I el Conquistador \| \| \| \| \| \| \| \| \| \| \| \| \| \| \| \| \| \| \| \| \| \| \| \| \| \| \| \| \| \| \| \| \| \| \| \| \| \| \| \| \| \| \| \| \| \| \| \| \| \| \| \| \| \| 9. Violante de Aragón \| \| \| \| \| \| \| \| \| \| \| \| \| \| \| \| \| \| \| \| \| \| \| \| \| \| \| \| \| \| \| \| \| \| \| \| \| \| \| \| \| \| \| \| \| \| \| \| \| \| \| \| \| \| 19. Violante de Hungría \| \| \| \| \| \| \| \| \| \| \| \| \| \| \| \| \| \| \| \| \| \| \| \| \| \| \| \| \| \| \| \| \| \| \| \| \| \| \| \| \| \| \| \| \| \| \| \| \| \| \| \| \| \| 2. Alfonso de Valencia \| \| \| \| \| \| \| \| \| \| \| \| \| \| \| \| \| \| \| \| \| \| \| \| \| \| \| \| \| \| \| \| \| \| \| \| \| \| \| \| \| \| \| \| \| \| \| \| \| \| \| \| \| \| 20. Bonifacio II de Montferrato \| \| \| \| \| \| \| \| \| \| \| \| \| \| \| \| \| \| \| \| \| \| \| \| \| \| \| \| \| \| \| \| \| \| \| \| \| \| \| \| \| \| \| \| \| \| \| \| \| \| \| \| \| \| 10. Guillermo VII de Montferrato \| \| \| \| \| \| \| \| \| \| \| \| \| \| \| \| \| \| \| \| \| \| \| \| \| \| \| \| \| \| \| \| \| \| \| \| \| \| \| \| \| \| \| \| \| \| \| \| \| \| \| \| \| \| 21. Margarita de Saboya \| \| \| \| \| \| \| \| \| \| \| \| \| \| \| \| \| \| \| \| \| \| \| \| \| \| \| \| \| \| \| \| \| \| \| \| \| \| \| \| \| \| \| \| \| \| \| \| \| \| \| \| \| \| 5. Margarita de Montferrato \| \| \| \| \| \| \| \| \| \| \| \| \| \| \| \| \| \| \| \| \| \| \| \| \| \| \| \| \| \| \| \| \| \| \| \| \| \| \| \| \| \| \| \| \| \| \| \| \| \| \| \| \| \| 22. Richard de Clare \| \| \| \| \| \| \| \| \| \| \| \| \| \| \| \| \| \| \| \| \| \| \| \| \| \| \| \| \| \| \| \| \| \| \| \| \| \| \| \| \| \| \| \| \| \| \| \| \| \| \| \| \| \| 11. Isabel de Clare \| \| \| \| \| \| \| \| \| \| \| \| \| \| \| \| \| \| \| \| \| \| \| \| \| \| \| \| \| \| \| \| \| \| \| \| \| \| \| \| \| \| \| \| \| \| \| \| \| \| \| \| \| \| 23. Maud de Lacy \| \| \| \| \| \| \| \| \| \| \| \| \| \| \| \| \| \| \| \| \| \| \| \| \| \| \| \| \| \| \| \| \| \| \| \| \| \| \| \| \| \| \| \| \| \| \| \| \| \| \| \| \| \| 1. Fernando Alfonso de Valencia \| \| \| \| \| \| \| \| \| \| \| \| \| \| \| \| \| \| \| \| \| \| \| \| \| \| \| \| \| \| \| \| \| \| \| \| \| \| \| \| \| \| \| \| \| \| \| \| \| \| \| \| \| \| 24. Fernando Gutiérrez de Castro \| \| \| \| \| \| \| \| \| \| \| \| \| \| \| \| \| \| \| \| \| \| \| \| \| \| \| \| \| \| \| \| \| \| \| \| \| \| \| \| \| \| \| \| \| \| \| \| \| \| \| \| \| \| 12. Esteban Fernández de Castro \| \| \| \| \| \| \| \| \| \| \| \| \| \| \| \| \| \| \| \| \| \| \| \| \| \| \| \| \| \| \| \| \| \| \| \| \| \| \| \| \| \| \| \| \| \| \| \| \| \| \| \| \| \| 25. Milia Íñiguez de Mendoza \| \| \| \| \| \| \| \| \| \| \| \| \| \| \| \| \| \| \| \| \| \| \| \| \| \| \| \| \| \| \| \| \| \| \| \| \| \| \| \| \| \| \| \| \| \| \| \| \| \| \| \| \| \| 6. Fernando Rodríguez de Castro \| \| \| \| \| \| \| \| \| \| \| \| \| \| \| \| \| \| \| \| \| \| \| \| \| \| \| \| \| \| \| \| \| \| \| \| \| \| \| \| \| \| \| \| \| \| \| \| \| \| \| \| \| \| 26. Rodrigo Alfonso de León \| \| \| \| \| \| \| \| \| \| \| \| \| \| \| \| \| \| \| \| \| \| \| \| \| \| \| \| \| \| \| \| \| \| \| \| \| \| \| \| \| \| \| \| \| \| \| \| \| \| \| \| \| \| 13. Aldonza Rodríguez de León \| \| \| \| \| \| \| \| \| \| \| \| \| \| \| \| \| \| \| \| \| \| \| \| \| \| \| \| \| \| \| \| \| \| \| \| \| \| \| \| \| \| \| \| \| \| \| \| \| \| \| \| \| \| 27. Inés Rodríguez de Cabrera \| \| \| \| \| \| \| \| \| \| \| \| \| \| \| \| \| \| \| \| \| \| \| \| \| \| \| \| \| \| \| \| \| \| \| \| \| \| \| \| \| \| \| \| \| \| \| \| \| \| \| \| \| \| 3. Juana Fernández de Castro \| \| \| \| \| \| \| \| \| \| \| \| \| \| \| \| \| \| \| \| \| \| \| \| \| \| \| \| \| \| \| \| \| \| \| \| \| \| \| \| \| \| \| \| \| \| \| \| \| \| \| \| \| \| 28. Alfonso X de Castilla \| \| \| \| \| \| \| \| \| \| \| \| \| \| \| \| \| \| \| \| \| \| \| \| \| \| \| \| \| \| \| \| \| \| \| \| \| \| \| \| \| \| \| \| \| \| \| \| \| \| \| \| \| \| 14. Sancho IV de Castilla \| \| \| \| \| \| \| \| \| \| \| \| \| \| \| \| \| \| \| \| \| \| \| \| \| \| \| \| \| \| \| \| \| \| \| \| \| \| \| \| \| \| \| \| \| \| \| \| \| \| \| \| \| \| 29. Violante de Aragón \| \| \| \| \| \| \| \| \| \| \| \| \| \| \| \| \| \| \| \| \| \| \| \| \| \| \| \| \| \| \| \| \| \| \| \| \| \| \| \| \| \| \| \| \| \| \| \| \| \| \| \| \| \| 7. Violante Sánchez de Castilla \| \| \| \| \| \| \| \| \| \| \| \| \| \| \| \| \| \| \| \| \| \| \| \| \| \| \| \| \| \| \| \| \| \| \| \| \| \| \| \| \| \| \| \| \| \| \| \| \| \| \| \| \| \| 30. Alfonso de Molina \| \| \| \| \| \| \| \| \| \| \| \| \| \| \| \| \| \| \| \| \| \| \| \| \| \| \| \| \| \| \| \| \| \| \| \| \| \| \| \| \| \| \| \| \| \| \| \| \| \| \| \| \| \| 15. María de Meneses \| \| \| \| \| \| \| \| \| \| \| \| \| \| \| \| \| \| \| \| \| \| \| \| \| \| \| \| \| \| \| \| \| \| \| \| \| \| \| \| \| \| \| \| \| \| \| \| \| \| \| \| \| \| 31. Mayor Alfonso de Meneses \| \| \| \| \| \| \| \| \| \| \| \| \| \| \| \| \| \| \| \| \| \| \| \| \| \| \| \| \| \| \| \| \| \| \| \| \| \| \| \| \| \| \| \| \| \| \| \| \| \| \| \| |                                  |  |  |  |  |  |  |  |  |  |  |  |  |  |  |  |
| |                                  |  |  |  |  |  |  |  |  |  |  |  |  |  |  |  |
| | 16. Fernando III de Castilla     |  |  |  |  |  |  |  |  |  |  |  |  |  |  |  |
| |                                  |  |  |  |  |  |  |  |  |  |  |  |  |  |  |  |
| |                                  |  |  |  |  |  |  |  |  |  |  |  |  |  |  |  |
| | 8. Alfonso X de Castilla         |  |  |  |  |  |  |  |  |  |  |  |  |  |  |  |
| |                                  |  |  |  |  |  |  |  |  |  |  |  |  |  |  |  |
| |                                  |  |  |  |  |  |  |  |  |  |  |  |  |  |  |  |
| | 17. Beatriz de Suabia            |  |  |  |  |  |  |  |  |  |  |  |  |  |  |  |
| |                                  |  |  |  |  |  |  |  |  |  |  |  |  |  |  |  |
| |                                  |  |  |  |  |  |  |  |  |  |  |  |  |  |  |  |
| | 4. Juan de Castilla el de Tarifa |  |  |  |  |  |  |  |  |  |  |  |  |  |  |  |
| |                                  |  |  |  |  |  |  |  |  |  |  |  |  |  |  |  |
| |                                  |  |  |  |  |  |  |  |  |  |  |  |  |  |  |  |
| | 18. Jaime I el Conquistador      |  |  |  |  |  |  |  |  |  |  |  |  |  |  |  |
| |                                  |  |  |  |  |  |  |  |  |  |  |  |  |  |  |  |
| |                                  |  |  |  |  |  |  |  |  |  |  |  |  |  |  |  |
| | 9. Violante de Aragón            |  |  |  |  |  |  |  |  |  |  |  |  |  |  |  |
| |                                  |  |  |  |  |  |  |  |  |  |  |  |  |  |  |  |
| |                                  |  |  |  |  |  |  |  |  |  |  |  |  |  |  |  |
| | 19. Violante de Hungría          |  |  |  |  |  |  |  |  |  |  |  |  |  |  |  |
| |                                  |  |  |  |  |  |  |  |  |  |  |  |  |  |  |  |
| |                                  |  |  |  |  |  |  |  |  |  |  |  |  |  |  |  |
| | 2. Alfonso de Valencia           |  |  |  |  |  |  |  |  |  |  |  |  |  |  |  |
| |                                  |  |  |  |  |  |  |  |  |  |  |  |  |  |  |  |
| |                                  |  |  |  |  |  |  |  |  |  |  |  |  |  |  |  |
| | 20. Bonifacio II de Montferrato  |  |  |  |  |  |  |  |  |  |  |  |  |  |  |  |
| |                                  |  |  |  |  |  |  |  |  |  |  |  |  |  |  |  |
| |                                  |  |  |  |  |  |  |  |  |  |  |  |  |  |  |  |
| | 10. Guillermo VII de Montferrato |  |  |  |  |  |  |  |  |  |  |  |  |  |  |  |
| |                                  |  |  |  |  |  |  |  |  |  |  |  |  |  |  |  |
| |                                  |  |  |  |  |  |  |  |  |  |  |  |  |  |  |  |
| | 21. Margarita de Saboya          |  |  |  |  |  |  |  |  |  |  |  |  |  |  |  |
| |                                  |  |  |  |  |  |  |  |  |  |  |  |  |  |  |  |
| |                                  |  |  |  |  |  |  |  |  |  |  |  |  |  |  |  |
| | 5. Margarita de Montferrato      |  |  |  |  |  |  |  |  |  |  |  |  |  |  |  |
| |                                  |  |  |  |  |  |  |  |  |  |  |  |  |  |  |  |
| |                                  |  |  |  |  |  |  |  |  |  |  |  |  |  |  |  |
| | 22. Richard de Clare             |  |  |  |  |  |  |  |  |  |  |  |  |  |  |  |
| |                                  |  |  |  |  |  |  |  |  |  |  |  |  |  |  |  |
| |                                  |  |  |  |  |  |  |  |  |  |  |  |  |  |  |  |
| | 11. Isabel de Clare              |  |  |  |  |  |  |  |  |  |  |  |  |  |  |  |
| |                                  |  |  |  |  |  |  |  |  |  |  |  |  |  |  |  |
| |                                  |  |  |  |  |  |  |  |  |  |  |  |  |  |  |  |
| | 23. Maud de Lacy                 |  |  |  |  |  |  |  |  |  |  |  |  |  |  |  |
| |                                  |  |  |  |  |  |  |  |  |  |  |  |  |  |  |  |
| |                                  |  |  |  |  |  |  |  |  |  |  |  |  |  |  |  |
| | 1. Fernando Alfonso de Valencia  |  |  |  |  |  |  |  |  |  |  |  |  |  |  |  |
| |                                  |  |  |  |  |  |  |  |  |  |  |  |  |  |  |  |
| |                                  |  |  |  |  |  |  |  |  |  |  |  |  |  |  |  |
| | 24. Fernando Gutiérrez de Castro |  |  |  |  |  |  |  |  |  |  |  |  |  |  |  |
| |                                  |  |  |  |  |  |  |  |  |  |  |  |  |  |  |  |
| |                                  |  |  |  |  |  |  |  |  |  |  |  |  |  |  |  |
| | 12. Esteban Fernández de Castro  |  |  |  |  |  |  |  |  |  |  |  |  |  |  |  |
| |                                  |  |  |  |  |  |  |  |  |  |  |  |  |  |  |  |
| |                                  |  |  |  |  |  |  |  |  |  |  |  |  |  |  |  |
| | 25. Milia Íñiguez de Mendoza     |  |  |  |  |  |  |  |  |  |  |  |  |  |  |  |
| |                                  |  |  |  |  |  |  |  |  |  |  |  |  |  |  |  |
| |                                  |  |  |  |  |  |  |  |  |  |  |  |  |  |  |  |
| | 6. Fernando Rodríguez de Castro  |  |  |  |  |  |  |  |  |  |  |  |  |  |  |  |
| |                                  |  |  |  |  |  |  |  |  |  |  |  |  |  |  |  |
| |                                  |  |  |  |  |  |  |  |  |  |  |  |  |  |  |  |
| | 26. Rodrigo Alfonso de León      |  |  |  |  |  |  |  |  |  |  |  |  |  |  |  |
| |                                  |  |  |  |  |  |  |  |  |  |  |  |  |  |  |  |
| |                                  |  |  |  |  |  |  |  |  |  |  |  |  |  |  |  |
| | 13. Aldonza Rodríguez de León    |  |  |  |  |  |  |  |  |  |  |  |  |  |  |  |
| |                                  |  |  |  |  |  |  |  |  |  |  |  |  |  |  |  |
| |                                  |  |  |  |  |  |  |  |  |  |  |  |  |  |  |  |
| | 27. Inés Rodríguez de Cabrera    |  |  |  |  |  |  |  |  |  |  |  |  |  |  |  |
| |                                  |  |  |  |  |  |  |  |  |  |  |  |  |  |  |  |
| |                                  |  |  |  |  |  |  |  |  |  |  |  |  |  |  |  |
| | 3. Juana Fernández de Castro     |  |  |  |  |  |  |  |  |  |  |  |  |  |  |  |
| |                                  |  |  |  |  |  |  |  |  |  |  |  |  |  |  |  |
| |                                  |  |  |  |  |  |  |  |  |  |  |  |  |  |  |  |
| | 28. Alfonso X de Castilla        |  |  |  |  |  |  |  |  |  |  |  |  |  |  |  |
| |                                  |  |  |  |  |  |  |  |  |  |  |  |  |  |  |  |
| |                                  |  |  |  |  |  |  |  |  |  |  |  |  |  |  |  |
| | 14. Sancho IV de Castilla        |  |  |  |  |  |  |  |  |  |  |  |  |  |  |  |
| |                                  |  |  |  |  |  |  |  |  |  |  |  |  |  |  |  |
| |                                  |  |  |  |  |  |  |  |  |  |  |  |  |  |  |  |
| | 29. Violante de Aragón           |  |  |  |  |  |  |  |  |  |  |  |  |  |  |  |
| |                                  |  |  |  |  |  |  |  |  |  |  |  |  |  |  |  |
| |                                  |  |  |  |  |  |  |  |  |  |  |  |  |  |  |  |
| | 7. Violante Sánchez de Castilla  |  |  |  |  |  |  |  |  |  |  |  |  |  |  |  |
| |                                  |  |  |  |  |  |  |  |  |  |  |  |  |  |  |  |
| |                                  |  |  |  |  |  |  |  |  |  |  |  |  |  |  |  |
| | 30. Alfonso de Molina            |  |  |  |  |  |  |  |  |  |  |  |  |  |  |  |
| |                                  |  |  |  |  |  |  |  |  |  |  |  |  |  |  |  |
| |                                  |  |  |  |  |  |  |  |  |  |  |  |  |  |  |  |
| | 15. María de Meneses             |  |  |  |  |  |  |  |  |  |  |  |  |  |  |  |
| |                                  |  |  |  |  |  |  |  |  |  |  |  |  |  |  |  |
| |                                  |  |  |  |  |  |  |  |  |  |  |  |  |  |  |  |
| | 31. Mayor Alfonso de Meneses     |  |  |  |  |  |  |  |  |  |  |  |  |  |  |  |
| |                                  |  |  |  |  |  |  |  |  |  |  |  |  |  |  |  |
| |                                  |  |  |  |  |  |  |  |  |  |  |  |  |  |  |  |

| Predecesor: Rodrigo González Mejía | Maestre de la Orden de Santiago 1384 | Sucesor: Pedro Muñiz de Godoy |